# Aurélien Rougerie
Pour les articles homonymes, voir Rougerie.

a Compétitions nationales et continentales officielles uniquement.

b Matchs officiels uniquement.
Dernière mise à jour le 6 mai 2018.
Aurélien Rougerie, né le 26 septembre 1980 à Beaumont (Puy-de-Dôme), est un joueur international français de rugby à XV évoluant au poste de centre, d'ailier ou d'arrière (1,93 m pour 103 kg). Il joue au sein de l'effectif de l'ASM Clermont Auvergne entre 1999 et 2018. Il est nommé team manager de l'ASM Clermont Auvergne en décembre 2021.
Avec l'ASM Clermont Auvergne, il remporte le Challenge européen en 2007 puis devient champion de France en 2010 et 2017. Avec le XV de France, il remporte quatre fois le Tournoi des Six Nations en 2002, 2004, 2006 et 2010. 

## Biographie

### Jeunesse
Fils de Christine Dulac, joueuse de basket-ball du CUC, et de Jacques Rougerie, pilier de l'ASM des années 1970, il a étudié au collège Teilhard de Chardin à Chamalières[réf. souhaitée] ainsi qu'au collège et lycée Saint-Pierre à Courpière.

### Joueur de rugby professionnel
Aurélien Rougerie, est surnommé par la presse sportive « Le Lomu Blanc » en référence aux qualités athlétiques et sportives dont il dispose et qui rappellent celles de l'ancienne star All-Black, Jonah Lomu. Il signe avec l'ASM son premier contrat professionnel en 1999. Le 31 janvier 2017, le club annonce qu'il va continuer avec son équipe de toujours pour une dix-neuvième saison.
« Roro » achève sa carrière de joueur de rugby professionnel face à Toulouse le 5 mai 2018, toujours sous le maillot de Clermont. Il est ainsi resté fidèle à son club tout au long de sa carrière et ce malgré une offre financière très intéressante du club japonais Toshiba Brave Lupus en 2012 qu'il a refusée,.

### L'après rugby

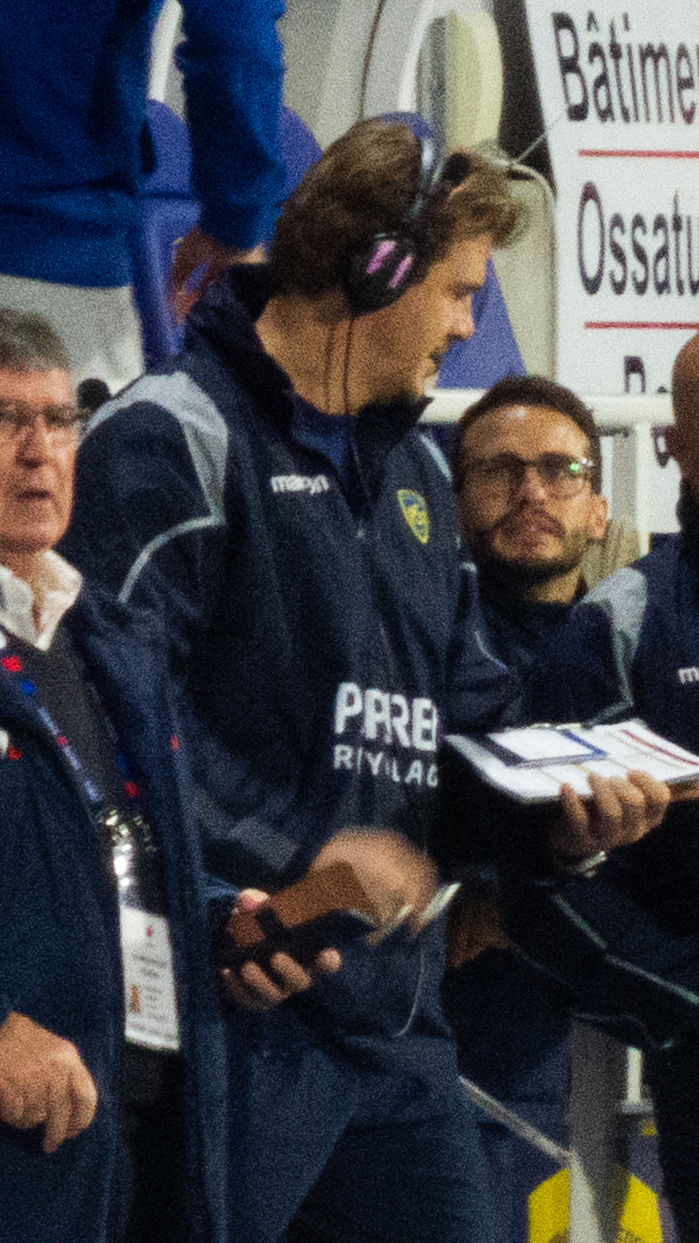
Aurélien Rougerie intègre le staff clermontois après sa carrière de joueur, ici pendant la saison 2023-2024.

Il prépare par ailleurs sa reconversion par des investissements comme le HPark à Clermont-Ferrand, un complexe sportif de 3 000 m2 comprenant 6 terrains de squash, un terrain de rugby indoor, un espace séminaire ainsi qu'un restaurant et un pub,.
En décembre 2021, Aurélien Rougerie est nommé team manager de l'ASM Clermont. Il remplace Neil McIlroy. Le team manager est responsable d'accompagner les entraîneurs pour la logistique et la planification et de gérer le lien entre l'équipe et les services administratifs du club.

## Carrière

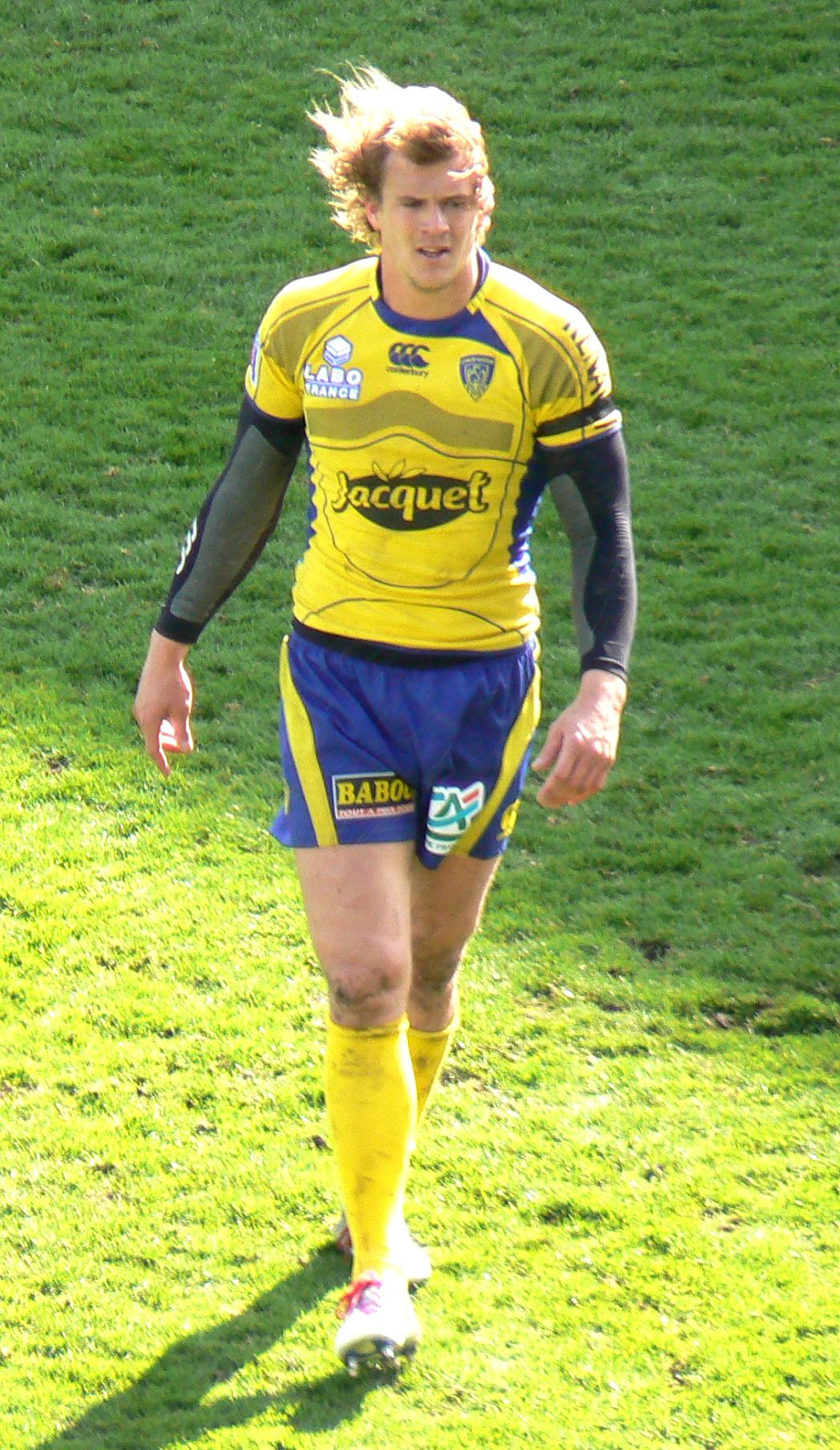
Aurélien Rougerie avec l'ASM Clermont Auvergne en mars 2010.

Au début de la saison 2006, il a été promu capitaine de son club.
Il a disputé 90 matchs en compétitions européennes depuis la saison 2000-2001 dont 70 en Coupe d'Europe et 20 en Challenge européen pour un total de 33 essais sur les terrains européens.

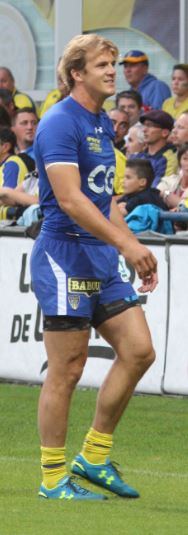
Aurélien Rougerie avec l'ASM Clermont Auvergne en août 2014.

Le 24 août 2002 il subit une très grave blessure. En effet, lors d'un match amical avec son club contre les Wasps, il est violemment percuté à la gorge par le talonneur anglais Phil Greening alors qu'il tentait de percer les lignes adverses. Gravement touché au larynx, il est hospitalisé pendant plusieurs semaines, doit subir trois opérations chirurgicales et souffre de nombreuses complications. Il doit s'alimenter par sonde nasogastrique et perd neuf kilos. Il se rétablit et reprend les chemins de la compétition en décembre. Il garde du choc une grosse cicatrice au cou d'environ 12 cm et sa voix est devenue légèrement plus grave. Le 15 novembre 2007, le tribunal de grande instance de Clermont-Ferrand condamne Phil Greening au versement de dommages et intérêts. Ce dernier refuse de payer, c'est finalement son club des Wasps qui effectue l’indemnisation.

### En club
Formé au club alors connu comme l'AS Montferrand, Aurélien Rougerie est convoité par d'autres clubs du Top 14, il reste néanmoins fidèle à l'ASM. Il est capitaine de son équipe et le club retrouve lors de la saison 2006-2007 le niveau qu'il connaissait à l'époque d'Olivier Magne. Les Clermontois atteignent en juin 2007 la finale du Top 14, éliminant en demi-finale le Stade toulousain sur un essai de son capitaine qui dépose un à un ses coéquipiers trois-quarts du XV de France Clément Poitrenaud, Cédric Heymans et Vincent Clerc et aplatit après 60 m de course.

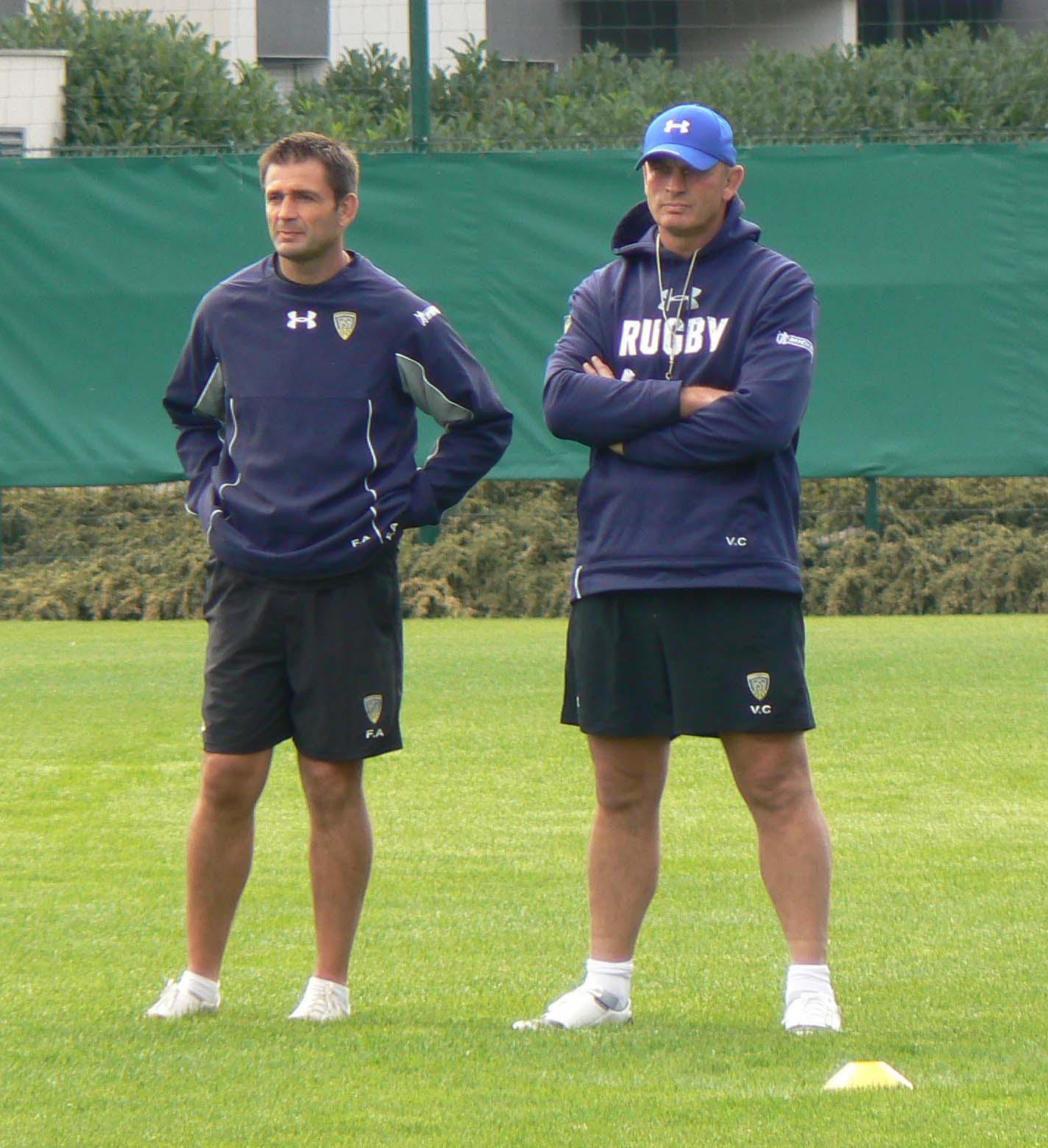
Aurélien Rougerie est entraîné par Vern Cotter (à droite) de 2006 à 2014 et par Franck Azéma (à gauche) de 2010 à 2018.

Il devient champion de France en 2010 après cinq défaites en finale en tant que capitaine, le premier bouclier de Brennus pour l'ASM Clermont Auvergne. En 2011 il se casse la cheville lors de la dernière journée des phases de poules du Top 14 pendant la rencontre qui oppose le Stade toulousain à l'ASM au Stadium municipal de Toulouse. Il est opéré deux jours plus tard.
En 2014, il cède le capitanat de l'équipe à Damien Chouly.
Le 18 février 2017, lors du match contre Bayonne comptant pour la 18e journée du Top 14, Aurélien Rougerie dispute son 365e match comme titulaire sous les couleurs de l’ASM Clermont Auvergne, égalant ainsi le record d'Éric Nicol qui jouait sous ce même maillot  .
Lors de cette même journée, il inscrit son 95e essai en première division de rugby français,.
En 2016, le site Rugbyrama le classe premier parmi les 10 meilleurs joueurs de l'histoire de l'ASM Clermont Auvergne.
Il devient champion de France pour la seconde fois en 2017. Il rentre en tant que remplaçant de Damian Penaud en finale contre le Rugby club toulonnais. Alors que la saison suivante est sa dernière, et après une absence d'un mois due à une entorse, sa fin de saison est gâchée par une blessure domestique à la main survenue en janvier 2018, qui le tient éloigné des terrains pendant trois mois.
Rougerie termine sa carrière avec 96 essais marqués en championnat de première division, troisième meilleur total, derrière Laurent Arbo (100) et Vincent Clerc (101).

### En équipe nationale

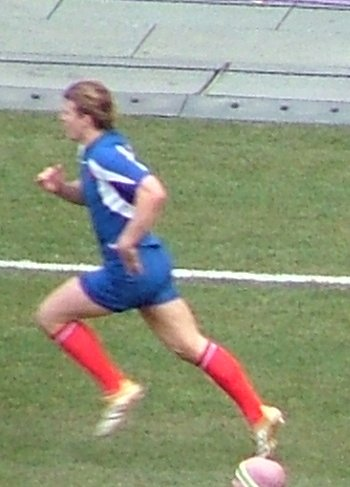
Aurélien Rougerie avec l'équipe de France lors du Tournoi des Six Nations 2006

Il a honoré sa première cape internationale en équipe de France le 10 novembre 2001 contre l'équipe d'Afrique du Sud. Il fut l'une des grandes révélations du Tournoi des six nations 2002 où son jeu en puissance de pénétration fut un réel apport dans la conquête du septième Grand chelem du XV de France. La ligne de trois-quarts était alors composée de trois Clermontois (Aurélien Rougerie, Tony Marsh et David Bory), dirigée par Gérald Merceron et avec Jimmy Marlu comme remplaçant (ces deux joueurs étaient aussi Clermontois).
Lors de la Coupe du monde 2003 il connut un passage à vide et sa prestation lui valut une année de purgatoire sans équipe de France. Revenu par la suite à son meilleur niveau, il compte 76 sélections en équipe de France avec 115 points inscrits (23 essais). Valeur sûre à l'aile droite de l'équipe de France, il est entré dans le top 10 des meilleurs marqueurs d'essais chez les Bleus.
Après trois ans de présence alternative en équipe de France, il est sélectionné par Bernard Laporte pour la Coupe du monde de rugby de 2007. Titulaire pour le match d'ouverture, Vincent Clerc lui est ensuite préféré.
Marc Lièvremont comptant sur lui, il est sélectionné pour le Tournoi des Six Nations 2008. Ayant subi une opération pour une hernie cervicale, il n'a pas pu prendre part aux test-matchs de la tournée de novembre. Bien que ne devant revenir qu'en janvier 2009, il a fait son retour sur les terrains le 28 novembre 2008 à l'occasion du match opposant Clermont à l'USAP.
Après pratiquement deux ans sans avoir porté le maillot tricolore, Aurélien Rougerie est rappelé par le sélectionneur de l'équipe de France afin de disputer le Tournoi des six nations 2010. C'est, selon lui, l'occasion d'un nouveau départ avec le XV de France. Il est titularisé à l'aile gauche pour le premier match contre l'Écosse mais sort au bout de la deuxième minute de jeu, souffrant d'une entorse cervicale consécutive à un double choc sur Kelly Brown puis Johnnie Beattie. Cette blessure le prive du reste du Tournoi alors que la France remporte le Grand chelem.

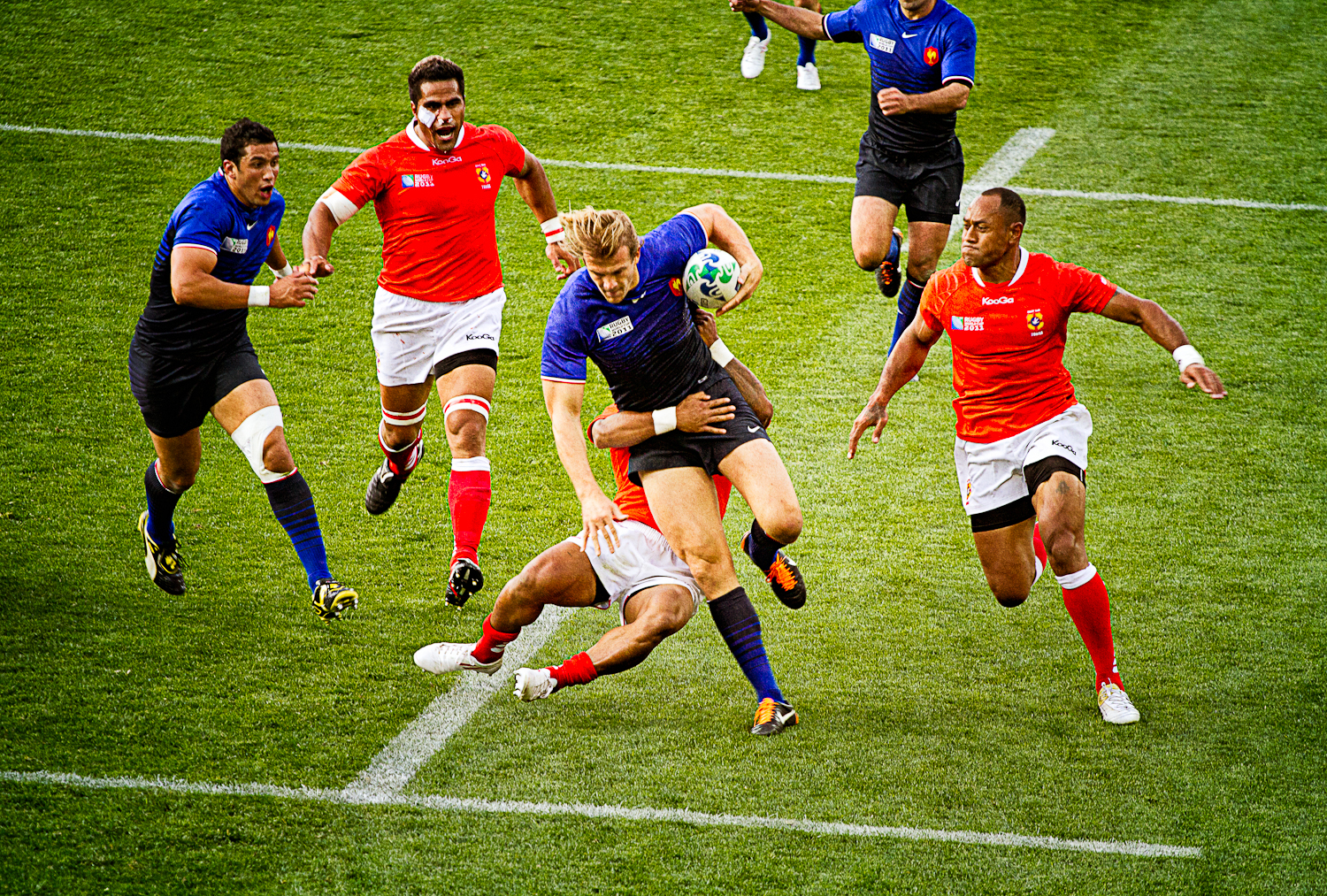
Aurélien Rougerie avec l'équipe de France lors de la Coupe du monde 2011.

Il est sélectionné pour la Coupe du monde de rugby à XV 2011 et prend par intérim le capitanat à Thierry Dusautoir pour le second match de la poule A, opposant la France au Canada. Titulaire depuis le Tournoi des Six Nations au poste de centre, il renoue à cette occasion avec le poste d'ailier. Il devient, quelques semaines plus tard, vice-champion du monde après avoir formé la paire de centres titulaires en finale, avec Maxime Mermoz.
Plus appelé en équipe de France depuis le tournoi des Six Nations 2012, il fait une apparition sous le maillot des Barbarians français en tant que capitaine lors d'un match contre la Namibie en 2014.

### Avec les Barbarians
En 2003, il joue avec les Barbarians britanniques contre l’Écosse, match au cours duquel il marque un essai[source insuffisante].
En mars 2007, il est sélectionné avec les Barbarians français pour jouer un match contre l'Argentine à Biarritz. Les Baa-Baas s'inclinent 28 à 14.
Il joue à nouveau pour les Barbarians français en 2013 contre les Samoa au Stade Marcel-Michelin de Clermont-Ferrand. Il est choisi pour être le capitaine de l'équipe. En novembre 2016, il est de nouveau sélectionné pour être le capitaine des Baabaas pour affronter une sélection australienne au Stade Chaban-Delmas de Bordeaux. Les Baa-Baas parviennent à s'imposer 19 à 11 grâce à un essai de Raphaël Lakafia à la 77e minute.
En novembre 2017, il est une nouvelle fois capitaine des Baabaas contre les Māori All Blacks au Stade Chaban-Delmas de Bordeaux. Pour son dernier match international, il mène une équipe de jeunes Français à fort potentiel. Les Baa-Baas parviennent à s'imposer 19 à 15.
Il est un des rares joueurs à avoir joué pour les Barbarians français, britanniques et pour l'équipe de France.[réf. nécessaire]

## Palmarès

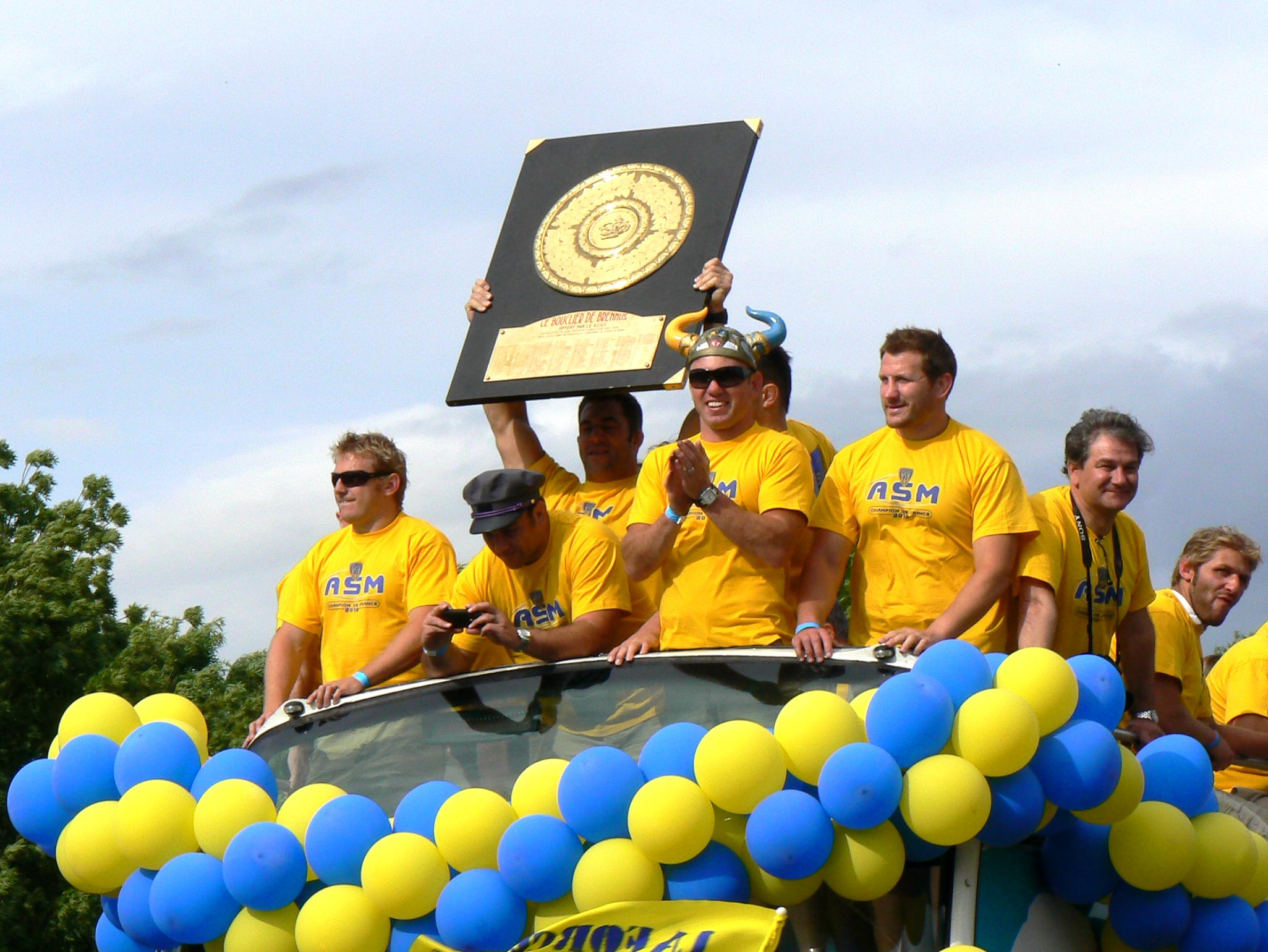
Le triomphe des joueurs de l'ASM Clermont Auvergne, champions de France 2010

### En club
Avec l’ASM Clermont Auvergne
- Championnat de France :
  - Vainqueur (2) : 2010 et 2017
  - Finaliste (5) : 2001, 2007, 2008, 2009 et 2015
- Coupe d'Europe :
  - Finaliste  (3) : 2013, 2015 et 2017
- Challenge européen :
  - Vainqueur (1) : 2007
  - Finaliste (1) : 2004
- Coupe de la Ligue :
  - Vainqueur (1) : 2001

### En équipe nationale

#### Coupe du monde
| Édition               | Rang      | Résultats France | Résultats A.Rougerie | Matchs A.Rougerie |
| Australie 2003        | Quatrième | 5 v, 0 n, 2 d    | 4 v, 0 n, 1 d        | 5/7               |
| France 2007           | Quatrième | 4 v, 0 n, 3 d    | 3 v, 0 n, 2 d        | 5/7               |
| Nouvelle-Zélande 2011 | Deuxième  | 4 v, 0 n, 3 d    | 4 v, 0 n, 3 d        | 7/7               |

Légende : v = victoire ; n = match nul ; d = défaite.

#### Tournoi des Six Nations
| Édition          | Rang | Résultats Fra. | Résultats A R | Matchs A R |
| Six Nations 2002 | 1    | 5 v 0 n 0 d    | 5 v 0 n 0 d   | 5/5        |
| Six Nations 2003 | 3    | 3 v 0 n 2 d    | 3 v 0 n 2 d   | 5/5        |
| Six Nations 2004 | 1    | 5 v 0 n 0 d    | 5 v 0 n 0 d   | 5/5        |
| Six Nations 2005 | 2    | 4 v 0 n 1 d    | 1 v 0 n 1 d   | 2/5        |
| Six Nations 2006 | 1    | 4 v 0 n 1 d    | 4 v 0 n 0 d   | 4/5        |
| Six Nations 2008 | 3    | 3 v 0 n 2 d    | 3 v 0 n 1 d   | 4/5        |
| Six Nations 2010 | 1    | 5 v 0 n 0 d    | 1 v 0 n 0 d   | 1/5        |
| Six Nations 2011 | 2    | 3 v 0 n 2 d    | 2 v 0 n 2 d   | 4/5        |
| Six Nations 2012 | 4    | 2 v 1 n 2 d    | 2 v 1 n 2 d   | 5/5        |

## Statistiques

### En équipe de France
Depuis 2001 Aurélien Rougerie a disputé 76 matches avec l'équipe de France au cours desquels il a marqué 23 essais. Il a notamment participé à trois Coupes du monde, en (2003, 2007 et 2011).

#### Liste des essais
| Essai | Adversaire     | Lieu                    | Stade                   | Compétition             | Date             | Résultat |
| ----- | -------------- | ----------------------- | ----------------------- | ----------------------- | ---------------- | -------- |
| 1     | Fidji          | Saint-Étienne, France   | Stade Geoffroy-Guichard | Test match              | 24 novembre 2001 | Victoire |
| 2     | Fidji          | Saint-Étienne, France   | Stade Geoffroy-Guichard | Test match              | 24 novembre 2001 | Victoire |
| 3     | Pays de Galles | Cardiff, Pays de Galles | Millennium Stadium      | Tournoi des six nations | 16 février 2002  | Victoire |
| 4     | Irlande        | Paris, France           | Stade de France         | Tournoi des six nations | 6 avril 2002     | Victoire |
| 5     | Australie      | Sydney, Australie       | ANZ Stadium             | Test match              | 29 juin 2002     | Défaite  |
| 6     | Australie      | Sydney, Australie       | ANZ Stadium             | Test match              | 29 juin 2002     | Défaite  |
| 7     | Écosse         | Paris, France           | Stade de France         | Tournoi des six nations | 23 février 2003  | Victoire |
| 8     | Italie         | Rome, Italie            | Stade Flaminio          | Tournoi des six nations | 23 mars 2003     | Victoire |
| 9     | Italie         | Rome, Italie            | Stade Flaminio          | Tournoi des six nations | 23 mars 2003     | Victoire |
| 10    | Roumanie       | Lens, France            | Stade Félix-Bollaert    | Test match              | 22 août 2003     | Victoire |
| 11    | Angleterre     | Londres, Angleterre     | Twickenham              | Test match              | 6 septembre 2003 | Défaite  |
| 12    | Japon          | Townsville, Australie   | Dairy Farmers Stadium   | Coupe du monde          | 18 octobre 2003  | Victoire |
| 13    | Japon          | Townsville, Australie   | Dairy Farmers Stadium   | Coupe du monde          | 18 octobre 2003  | Victoire |
| 14    | Canada         | Toronto, Canada         | York Stadium            | Test match              | 10 juillet 2004  | Victoire |
| 15    | Pays de Galles | Paris, France           | Stade de France         | Tournoi des six nations | 26 février 2005  | Défaite  |
| 16    | Tonga          | Toulouse, France        | Stadium                 | Test match              | 19 novembre 2005 | Victoire |
| 17    | Afrique du Sud | Paris, France           | Stade de France         | Test match              | 26 novembre 2005 | Victoire |
| 18    | Irlande        | Paris, France           | Stade de France         | Tournoi des six nations | 11 février 2006  | Victoire |
| 19    | Italie         | Paris, France           | Stade de France         | Tournoi des six nations | 25 février 2006  | Victoire |
| 20    | Pays de Galles | Cardiff, Pays de Galles | Millennium Stadium      | Test match              | 26 août 2007     | Victoire |
| 21    | Italie         | Paris, France           | Stade de France         | Tournoi des six nations | 9 mars 2008      | Victoire |
| 22    | Afrique du Sud | Le Cap, Afrique du Sud  | Newlands Stadium        | Test match              | 12 juin 2010     | Défaite  |
| 23    | Italie         | Paris, France           | Stade de France         | Tournoi des six nations | 4 février 2012   | Victoire |

### Biographie
- Jacques Déat, Aurélien de Clermont, La Courrière, 2008, 222 p. (ISBN 978-2-912393-13-5)